# Weltmeisterschaften im Trampolinturnen 2019
Die 34. Turn-Weltmeisterschaften im Trampolinturnen 2019 fanden vom 28. November bis 1. Dezember 2019 im Ariake Gymnastics Centre in Tokio, Japan, statt.

## Ergebnisse

### Männer Einzel
| Rang | Land                | Turner             |
| ---- | ------------------- | ------------------ |
|      | Volksrepublik China | Gao Lei            |
|      | Russland            | Iwan Litwinowitsch |
|      | Volksrepublik China | Dong Dong          |

### Männer Team
| Rang | Land                | Turner                                                 |
| ---- | ------------------- | ------------------------------------------------------ |
|      | Belarus             | Aleh Rabtsau Uladsislau Hantscharou Iwan Litwinowitsch |
|      | Volksrepublik China | Dong Dong Gao Lei Tu Xiao                              |
|      | Russland            | Andrei Judin Dmitri Uschakow Michail Melnik            |

### Synchron Männer
| Rang | Land     | Turner                              |
| ---- | -------- | ----------------------------------- |
|      | Japan    | Katsufumi Tasaki Ginga Munetomo     |
|      | Belarus  | Uladsislau Hantscharou Aleh Rabtsau |
|      | Russland | Michail Melnik Sergey Azarian       |

### Doppel Mini-Trampolin Männer
| Rang | Land               | Turner               |
| ---- | ------------------ | -------------------- |
|      | Russland           | Mikhail Zalomin      |
|      | Vereinigte Staaten | Ruben Alonzo Padilla |
|      | Vereinigte Staaten | Alexander Renkert    |

### Doppel Mini-Trampolin Team Männer
| Rang | Land               | Turner                                               |
| ---- | ------------------ | ---------------------------------------------------- |
|      | Russland           | Vasili Makarski Mikhail Zalomin Andrei Gladenko      |
|      | Vereinigte Staaten | Alexander Renkert Simon Smith Ruben Alonzo Padilla   |
|      | Portugal           | Diogo Carvalho Costa Joao Caeiro Tiago Sampaio Romao |

### Tumbling Männer
| Rang | Land                   | Turner              |
| ---- | ---------------------- | ------------------- |
|      | Russland               | Aleksander Lisitsyn |
|      | Vereinigtes Königreich | Elliot Browne       |
|      | Vereinigte Staaten     | Kaden Hunter Brown  |

### Tumbling Team Männer
| Rang | Land                   | Turner                                                          |
| ---- | ---------------------- | --------------------------------------------------------------- |
|      | Vereinigtes Königreich | Jaydon Paddock Kristof Willerton Elliot Browne                  |
|      | Russland               | Aleksander Lisitsyn Maksim Shlyakin Vadim Afanasev              |
|      | Vereinigte Staaten     | Alexander Renkert Haydn Alexander Fitzgerald Kaden Hunter Brown |

### Damen Einzel
| Rank | Land   | Turnerin            |
| ---- | ------ | ------------------- |
|      | Japan  | Hikaru Mori         |
|      | Japan  | Chisato Doihata     |
|      | Kanada | Rosannagh MacLennan |

### Damen Team
| Rank | Land                   | Turnerin                                       |
| ---- | ---------------------- | ---------------------------------------------- |
|      | Japan                  | Chisato Doihata Reina Satake Hikaru Mori       |
|      | Vereinigtes Königreich | Isabelle Songhurst Laura Gallagher Bryony Page |
|      | Kanada                 | Sophiane Méthot Samantha Smith Sarah Milette   |

### Synchron Damen
| Rang | Land     | Turner                           |
| ---- | -------- | -------------------------------- |
|      | Japan    | Ayano Kishi Yumi Takagi          |
|      | Russland | Susana Kochesok Anna Kornetskaya |
|      | Kanada   | Samantha Smith Rachel Tam        |

### Doppel Mini-Trampolin Damen
| Rang | Land       | Turner                |
| ---- | ---------- | --------------------- |
|      | Schweden   | Lina Sjöberg          |
|      | Neuseeland | Bronwyn Dibb          |
|      | Russland   | Aleksandra Bonartseva |

### Doppel Mini-Trampolin Team Damen
| Rang | Land                   | Turner                                                          |
| ---- | ---------------------- | --------------------------------------------------------------- |
|      | Vereinigte Staaten     | Tristan van Natta Kiley Lockett Kayttie Hillani Midori Nakamura |
|      | Vereinigtes Königreich | Kirsty Mollie Way Ruth Shevelan Kim Beattie                     |
|      | Russland               | Galina Begim Aleksandra Bonartseva Polina Troianova             |

### Tumbling Damen
| Rang | Land                   | Turner              |
| ---- | ---------------------- | ------------------- |
|      | Russland               | Wiktorija Danilenko |
|      | Vereinigtes Königreich | Shanice Davidson    |
|      | Vereinigtes Königreich | Megan Kealy         |

### Tumbling Team Damen
| Rang | Land                   | Turner                                                   |
| ---- | ---------------------- | -------------------------------------------------------- |
|      | Vereinigtes Königreich | Megan Kealy Aimee Antonius Shanice Davidson              |
|      | Russland               | Wiktorija Danilenko Elena Krasnokutskaja Elina Stepanova |
|      | Frankreich             | Emilie Wambote Marie Deloge Lea Callon                   |

### Mixed
| Rang | Land                | Turner |
| ---- | ------------------- | --- |
|      | Russland            | Vadim Afanasev Sergey Azarian Vera Beliankina Viktoriia Danilenko Susana Kochesok Anna Kornetskaya Mikhail Melnik Polina Troianova Dmitry Ushakov Mikhail Zalomin |
|      | Vereinigte Staaten  | Nicole Ahsinger Kaden Brown Eve Doudican Jeffrey Gluckstein Ellen Heinen Kayttie Nakamura Ruben Padilla Aliaksei Shostak Tristan van Natta                        |
|      | Volksrepublik China | Fan Xinyi Fang Lulu Feng Baoyi Gao Lei Huang Yanfei Liu Hui Wang Xiaoyin Yan Langyu Zhang Xuan Zhang Zhenqian                                                     |

### Medaillenspiegel
| Rang | Nation                 | Gold | Silber | Bronze | Gesamt |
| ---- | ---------------------- | ---- | ------ | ------ | ------ |
| 1    | Russland               | 5    | 3      | 4      | 12     |
| 2    | Japan                  | 4    | 1      | -      | 5      |
| 3    | Vereinigtes Königreich | 2    | 4      | 1      | 7      |
| 4    | Vereinigte Staaten     | 1    | 3      | 3      | 7      |
| 5    | Belarus                | 1    | 2      | -      | 3      |
| 6    | Volksrepublik China    | 1    | 1      | 2      | 4      |
| 7    | Schweden               | 1    | -      | -      | 1      |
| 8    | Neuseeland             | -    | 1      | -      | 1      |
| 9    | Kanada                 | -    | -      | 3      | 3      |
| 10   | Frankreich             | -    | -      | 1      | 1      |
| 10   | Portugal               | -    | -      | 1      | 1      |